# 圣米歇尔 (摩纳哥)

摩纳哥行政区划图，圣米歇尔编号10

圣米歇尔是摩纳哥大公国中北部的住宅区，是蒙特卡洛传统区的一部分。该区也是10个行政区administrative Wards 之一。

## 人口
这是摩纳哥人口第三多，面积第四小的區，拥有3,907人 (Census 2008).

## 位置
圣米歇尔位于国家的中北部，在蒙特卡洛以北。 Saint Michel通常也被认为是蒙特卡洛的一部分，尽管他是一个独立的行政区。该区紧邻法国城镇 Beausoleil,还有摩纳哥行政区蒙特卡洛, 拉康达明 and Moneghetti.

## 旅游业
圣米歇尔大多是住宅区，不过也有小酒店 can be found here, helping Monaco's high end（页面存档备份，存于） tourism industry.

## 特色
圣米歇尔作为一个住宅区 还有不少boutiques 和餐馆（页面存档备份，存于）. 
由于Saint Michel在市中心之外，可出售的房子（页面存档备份，存于） 少了很多，和蒙特卡洛、拉康达明相比平均少了10% to 15% less 。
Saint Michel also boast a wide verity of car dealers from Honda to BMW to Tesla and every where in between.

## 照片

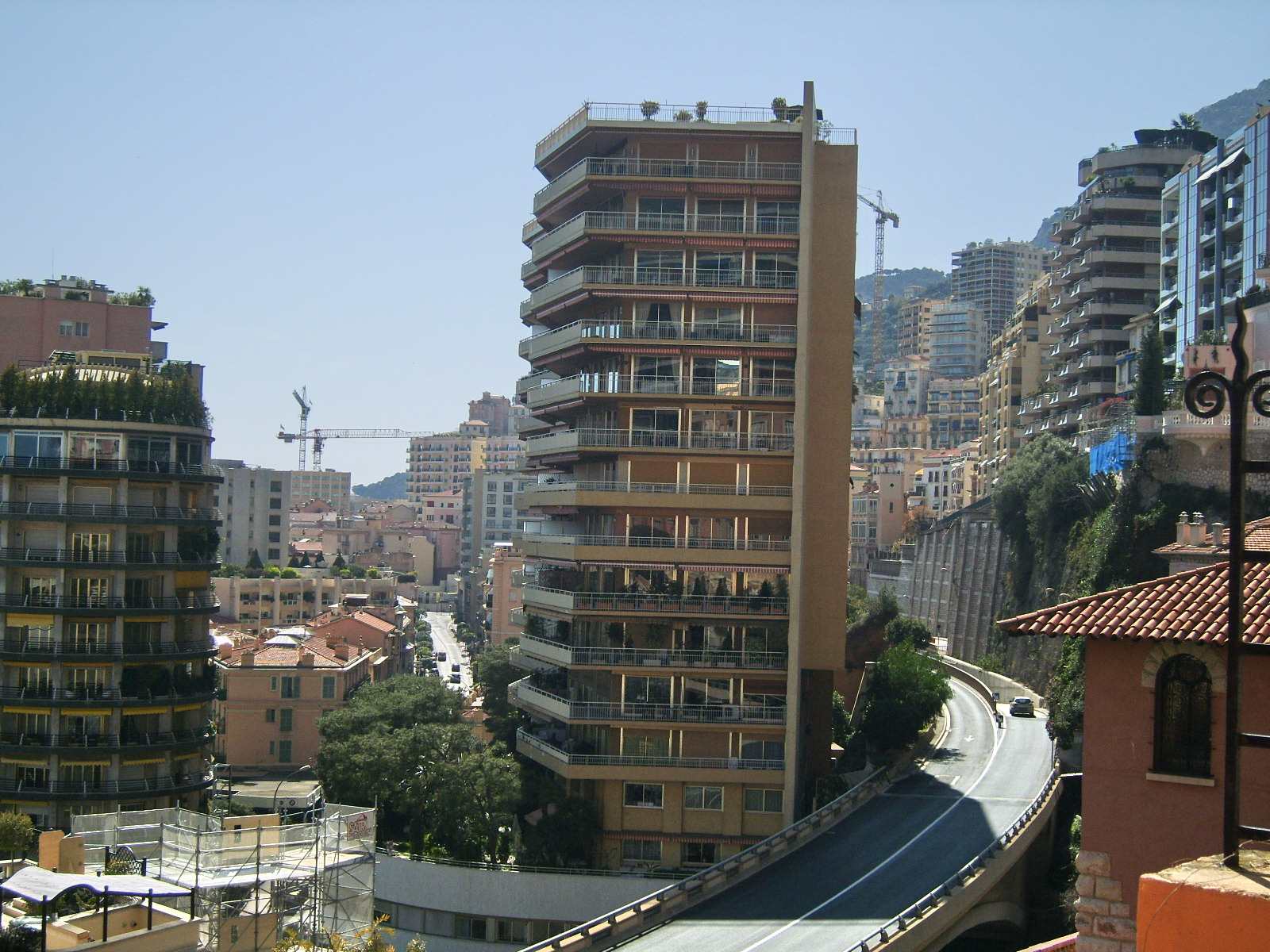
摩纳哥建筑

从东向西看Saint Michel